# Leptophyes angusticauda
Leptophyes angusticauda är en insektsart som beskrevs av Brunner von Wattenwyl 1891. Leptophyes angusticauda ingår i släktet Leptophyes och familjen vårtbitare. Inga underarter finns listade i Catalogue of Life.